# Neoscona rufipalpis
Neoscona rufipalpis är en spindelart som först beskrevs av Lucas 1858.  Neoscona rufipalpis ingår i släktet Neoscona och familjen hjulspindlar. Utöver nominatformen finns också underarten N. r. buettnerana.